# Phryxe quieta
Phryxe quieta är en tvåvingeart som beskrevs av Robineau-desvoidy 1863. Phryxe quieta ingår i släktet Phryxe och familjen parasitflugor.
Artens utbredningsområde är Frankrike. Inga underarter finns listade i Catalogue of Life.